# Fyrstendømmet Anhalt
 For alternative betydninger, se Anhalt (flertydig). (Se også artikler, som begynder med Anhalt)
Fyrstendømmet Anhalt (tysk: Fürstentum Anhalt) var en Stat i det Tysk-Romerske Rige, beliggende i det centrale Tyskland i det der i dag er en del af forbundsstaten Sachsen-Anhalt.
|  | Manglende infoboks Nogle af informationerne i denne artikel kunne med fordel samles eller opsummeres i en infoboks, som det anbefales i stilmanualen. |